# Ixodes steini
Ixodes steini este o specie de căpușe din genul Ixodes, familia Ixodidae, descrisă de Schulze în anul 1932. Conform Catalogue of Life specia Ixodes steini nu are subspecii cunoscute.